# Lars Christopher Vilsvik
Lars Christopher Vilsvik (Nyugat-Berlin, 1988. október 18. –) német születésű norvég labdarúgó, a   Strømsgodset hátvédje.

## Pályafutása

### A válogatottban
2012. január 15-én mutatkozott be egy Dánia elleni mérkőzésen (1–1). 2012–13-ban összesen négy mérkőzésen lépett pályára a norvég válogatottban.

## Sikerei, díjai
Strømsgodset
- Tippeligaen: 2013
- Norvég kupa: 2010